# Leucophora amicula
Leucophora amicula este o specie de muște din genul Leucophora, familia Anthomyiidae. A fost descrisă pentru prima dată de Seguy în anul 1928. Conform Catalogue of Life specia Leucophora amicula nu are subspecii cunoscute.